# Empis macropalpa
Empis macropalpa är en tvåvingeart som beskrevs av Egger 1860. Empis macropalpa ingår i släktet Empis och familjen dansflugor. Inga underarter finns listade i Catalogue of Life.